# Самоа на Чемпіонаті світу з легкої атлетики 2017
Самоа на Чемпіонаті світу з легкої атлетики 2017, що проходив з 4 по 13 серпня 2017 року в Лондоні (Велика Британія) були представлені 2 спортсменами.

## Результати

### Чоловіки
Трекові і шосейні дисципліни
| Спортсмен      | Дисципліна | Забіги    | Забіги | Півфінал        | Півфінал        | Фінал           | Фінал           |
| Спортсмен      | Дисципліна | Результат | Місце  | Результат       | Місце           | Результат       | Місце           |
| -------------- | ---------- | --------- | ------ | --------------- | --------------- | --------------- | --------------- |
| Джеремі Додсон | 100 м      | 10.52     | 7      | Завершив виступ | Завершив виступ | Завершив виступ | Завершив виступ |
| Джеремі Додсон | 200 м      |           |        |                 |                 |                 |                 |

Технічні дисципліни
| Спортсмен  | Дисципліна    | Кваліфікація | Кваліфікація | Фінал           | Фінал           |
| Спортсмен  | Дисципліна    | Результат    | Місце        | Результат       | Місце           |
| ---------- | ------------- | ------------ | ------------ | --------------- | --------------- |
| Алекс Роуз | Метання диска | 61.62        | 19           | Завершив виступ | Завершив виступ |